# 切波
切波（西班牙語：Chepo），是巴拿馬的城鎮，位於該國中東部，由巴拿馬省的切波區負責管轄，面積438.6平方公里，海拔高度98米，2010年人口16,786，人口密度每平方公里126.1人。